# وسام الذئب الفضي

وسام الذئب الفضي هو أعلى وسام الذي تقدمه جمعية الكشافة «للخدمات شخصية استثنائية للغاية.» وهو هدية مطلقة لرئيس الكشافة وتتألف الجائزة من الذئب الفضي مع وقف التنفيذ من الأخضر الداكن والأصفر العنق الشريط.